# Reguläres Maß
Ein reguläres Maß ist in der Maßtheorie ein spezielles Maß auf einem topologischen Raum, für das gewisse Approximationseigenschaften gelten. Man unterscheidet zwischen der Regularität von innen und der Regularität von außen eines Maßes. Ist ein Maß regulär von innen und von außen, so wird es regulär genannt.
Die Regularität von Maßen wird in der Literatur nicht einheitlich verwendet, insbesondere im Kontext von Borel-Maßen. Daher ist ein genauer Abgleich mit der Definition im jeweiligen Kontext unerlässlich.

## Definition
Seien {\displaystyle X} ein Hausdorff-Raum und {\displaystyle {\mathcal {A}}} eine σ-Algebra auf {\displaystyle X}, die die Borelsche σ-Algebra enthält.
Dann liegen alle offenen und alle abgeschlossenen Teilmengen von {\displaystyle X} in {\displaystyle {\mathcal {A}}}.
Da {\displaystyle X} Hausdorff ist, liegen auch alle kompakten Teilmengen von {\displaystyle X} in {\displaystyle {\mathcal {A}}}.
Ein Maß {\displaystyle \mu \colon {\mathcal {A}}\rightarrow [0,\infty ]} heißt
- von innen regulär, falls für jedes {\displaystyle A\in {\mathcal {A}}} gilt:

{\displaystyle \mu (A)=\sup\{\mu (K)\mid K\subset A,\ K\ {\textrm {kompakt}}\}\,,}
- von außen regulär, falls für jedes {\displaystyle A\in {\mathcal {A}}} gilt:

{\displaystyle \mu (A)=\inf\{\mu (U)\mid A\subset U,\ U\ {\textrm {offen}}\}\,,}
- regulär, wenn es von innen und von außen regulär ist.[1]

Eine Menge {\displaystyle A\in {\mathcal {A}}}, die eine der drei angegebenen Eigenschaften erfüllt, wird entsprechend als von innen reguläre, von außen reguläre oder reguläre Menge bezeichnet. Mitunter fordert man die innere Regularität nur für offene Mengen (in diesem Sinne ist dann das Haar-Maß regulär) oder fordert, dass es sich bei dem Maß um ein Borel-Maß handelt.

## Weitere Bedeutungen
Teils werden Maße auf einem metrischen Raum mit Borelscher σ-Algebra {\displaystyle {\mathcal {B}}} als abgeschlossen regulär bezeichnet, wenn für jede Menge {\displaystyle B\in {\mathcal {B}}} und jedes {\displaystyle \epsilon >0} eine offene Menge {\displaystyle O} und eine abgeschlossene Menge {\displaystyle A} existieren mit {\displaystyle A\subset B\subset O} und {\displaystyle \mu (O\setminus A)<\epsilon } . Andere Autoren nennen diese Maße aber lediglich regulär.
Im englischen findet sich auch die Bezeichnung „tightness“ für die Regularität von Innen
. Die „tight measures“ entsprechen aber nicht den von innen regulären Maßen oder den straffen Maßen, sondern den Radon-Maßen (im Sinne eines von innen regulären, lokal endlichen Maßes auf der Borelschen σ-Algebra eines Hausdorff-Raumes).

## Eigenschaften und Beispiele
Reguläre Maße erlauben in vielen Beweisen Approximationsargumente. Oft genügt es, gewisse Aussagen für kompakte
oder offene Mengen zu zeigen, und diese dann durch die beiden Formeln auf messbare Mengen zu erweitern. Viele Maße sind regulär.
- Das Lebesgue-Maß auf dem {\displaystyle {\mathbb {R} }^{n}} ist regulär.

- Allgemeiner gilt: Ist {\displaystyle X} ein lokalkompakter Hausdorffraum mit abzählbarer Basis und ist {\displaystyle \mu } ein Borel-Maß auf {\displaystyle X}, so ist {\displaystyle \mu } regulär.[6]

- Ein Borelmaß auf einem polnischen Raum ist regulär.

## Reguläre Borel-Maße
Abhängig davon, wie man ein Borel-Maß definiert, existieren verschiedene Konzepte der Regularität von Borel-Maßen.
- Versteht man unter einem Borel-Maß ein lokal endliches Maß auf der Borelschen σ-Algebra eines Hausdorff-Raumes, so nennt man dieses Borel-Maß ein reguläres Borel-Maß, wenn es von innen und von außen regulär ist, also Regulär im obigen Sinne.
- Versteht man unter einem Borel-Maß ein Maß auf der Borelschen σ-Algebra {\displaystyle {\mathcal {B}}} eines topologischen Raumes, so nennt man dieses Maß {\displaystyle \mu } ein reguläres Borel-Maß, wenn

{\displaystyle \mu (B)=\sup\{\mu (C)\;|\;C\subset B,\;C{\text{ abgeschlossen }}\}}
für jedes {\displaystyle B\in {\mathcal {B}}} gilt.
- Versteht man unter einem Borel-Maß ein äußeres Maß, bezüglich dessen alle Borelmengen Carathéodory-messbar sind, so heißt das Borel-Maß ein reguläres Borel-Maß, wenn zu jeder beliebigen Teilmenge {\displaystyle A} der Obermenge eine Borel-Menge {\displaystyle B} existiert, so dass {\displaystyle \mu (A)=\mu (B)} ist[8].

## Verallgemeinerungen
Regularität lässt sich auch für signierte Maße und komplexe Maße definieren, man spricht dann von regulären signierten Maßen oder regulären komplexen Maßen. Die Regularität ist dann äquivalent zur Regularität der Variation oder der Real/Imaginäranteile.